# Norwegischer Fußballpokal der Männer 1923
Der norwegische Fußballpokal 1923 (kurz auch NM-Cup 1923 genannt) war die 22. Austragung des Fußballpokalwettbewerbs der Männer. Pokalsieger wurde Brann Bergen. Das Team setzte sich im Finale gegen den SFK Lyn Oslo durch.

## 1. Runde
Vier Vereine erhielten ein Freilos: SK Brage, IL Brodd, FK Donn und FK Lyn
| Datum      |                        | Ergebnis     |                          |
| ---------- | ---------------------- | ------------ | ------------------------ |
| 12.08.1923 | Aalesunds FK           | 8:0          | IL Hødd                  |
|            | Bøn FK                 | 1:0          | Lillestrøm BK            |
|            | SK Djerv               | 3:2          | SK Hardy                 |
|            | Dokken IL              | 0:4          | IF Ready                 |
|            | SBK Drafn              | 6:0          | Tønsbergs TF             |
|            | Eidsvold IF            | 1:2          | SFK Trygg                |
|            | Fredrikstad FK         | w. o.        | Hasle FK                 |
|            | FK Fremad Lillehammer  | 4:1          | Fagforeningenes IL Hamar |
|            | SK Gjøa                | 4:5          | Sarpsborg FK             |
|            | Hamar IL               | 02:2 n. V. 1 | Raufoss IL               |
|            | FK Kjapp Rjukan        | 2:1 n. V.    | Skotfoss TIF             |
|            | Kristiansund FK        | 4:1          | IL Braatt                |
|            | Kvik Halden FK         | 9:0          | Ski IL                   |
|            | Larvik Turn            | 1:0          | Urædd FK                 |
|            | Lillestrøm SK          | 2:1          | Vålerenga Oslo           |
|            | SFK Mercantile Oslo    | 0:3          | SK Falk Horten           |
|            | FK Mercur              | 0:3          | FK Kvik Trondheim        |
|            | Mjøndalen IF           | 3:0          | IL Tell                  |
|            | Molde FK               | 3:4          | SK Rollon                |
|            | Moss FK                | 8:0          | Oppegaard IL             |
|            | Nordstrand IF          | 0:7          | SK 1910 Oslo             |
|            | FK Norrøna             | 1:4          | Frigg Oslo FK            |
|            | Odds BK                | 3:0          | Sandefjord BK            |
|            | IF Pors                | 0:5          | FK Ørn                   |
|            | Røros IL               | 7:0          | Tyldal IL                |
|            | SBK Skiold             | 4:1          | Agnes IL                 |
|            | Slemmestad             | 1:3          | Drammens BK              |
|            | Stavanger IF           | 4:1          | Viking Stavanger         |
|            | SK Snøgg               | 1:1 n. V. 2  | Strømsgodset IF          |
|            | Stabæk IF              | 3:7          | SFK Lyn Oslo             |
|            | Start Kristiansand     | 3:2          | Flekkefjord FK           |
|            | Steinkjer FK           | 0:4          | SK Freidig               |
|            | IL Sverre              | 1:0          | SK Rapp                  |
|            | Torp IF                | 1:0          | Hafslund IF              |
|            | SK Tryggkameratene     | 4:2          | Neset FK                 |
|            | Tynset IF              | 6:1          | Rendalen IL              |
|            | IF Tønsberg-Kameratene | 0:4          | Storms BK                |
|            | FK Vidar               | 1:4          | Brann Bergen             |
|            | FK Vigør               | 3:4 n. V.    | IK Grane Arendal         |
|            | Vikersund IF           | 0:7          | Fram Larvik              |

## 2. Runde
14 Vereine erhielten ein Freilos: Brann Bergen, SBK Drafn, Fram Larvik, FK Kvik Trondheim, Kvik Halden FK, Moss FK, Odds BK, SK 1910 Oslo, SFK Lyn Oslo, Frigg Oslo FK Sarpsborg FK, Stavanger IF, Storms BK und FK Ørn
| Datum      |                  | Ergebnis    |                       |
| ---------- | ---------------- | ----------- | --------------------- |
| ??.??.1923 | Bøn FK           | 2:2 n. V. 3 | FK Fremad Lillehammer |
|            | SK Djerv         | 0:2         | IL Brodd              |
|            | Drammens BK      | 1:4         | Lillestrøm SK         |
|            | SK Falk Horten   | 4:1         | Torp IF               |
|            | SK Freidig       | 4:3 n. V.   | IL Sverre             |
|            | IK Grane Arendal | 4           | Start Kristiansand    |
|            | Hamar IL         | 4:0         | Raufoss IL            |
|            | Kristiansund FK  | 2:4         | Aalesunds FK          |
|            | Larvik Turn      | 5:0         | FK Donn               |
|            | FK Lyn           | 10:10       | Tynset IF             |
|            | Mjøndalen IF     | 4:0         | FK Kjapp Rjukan       |
|            | IF Ready         | 0:7         | Fredrikstad FK        |
|            | SK Rollon        | 0:4         | SK Brage              |
|            | Røros IL         | 0:2         | SK Tryggkameratene    |
|            | Strømsgodset IF  | 3:0         | SK Snøgg              |
|            | SFK Trygg        | 1:2         | SBK Skiold            |

## 3. Runde
| Datum      |                       | Ergebnis  |                    |
| ---------- | --------------------- | --------- | ------------------ |
| 26.08.1923 | SK Brage              | 11:10     | SK Tryggkameratene |
|            | Brann Bergen          | 4:1       | Aalesunds FK       |
|            | SK Falk Horten        | 2:4       | Odds BK            |
|            | Fram Larvik           | 3:0       | SK 1910 Oslo       |
|            | Fredrikstad FK        | 1:4       | Sarpsborg FK       |
|            | SK Freidig            | 4:8       | FK Kvik Trondheim  |
|            | FK Fremad Lillehammer | 3:0       | Bøn FK             |
|            | Frigg Oslo FK         | 2:1       | Hamar IL           |
|            | Lillestrøm SK         | 2:4       | Moss FK            |
|            | SFK Lyn Oslo          | 3:3 n. V. | FK Lyn             |
|            | Mjøndalen IF          | 1:3       | SBK Drafn          |
|            | SBK Skiold            | 0:1       | Larvik Turn        |
|            | Stavanger IF          | 4:0       | IL Brodd           |
|            | Storms BK             | 5         | FK Ørn             |
|            | Strømsgodset IF       | 0:3       | Kvik Halden FK     |
| 02.09.1923 | Start Kristiansand    | 2:1       | IK Grane Arendal   |

### Wiederholungsspiel
| Datum      |        | Ergebnis  |              |
| ---------- | ------ | --------- | ------------ |
| 02.09.1923 | FK Lyn | 2:5 n. V. | SFK Lyn Oslo |

## 4. Runde
| Datum      |                   | Ergebnis  |                       |
| ---------- | ----------------- | --------- | --------------------- |
| 09.09.1923 | SK Brage          | 0:3       | SFK Lyn Oslo          |
|            | Fram Larvik       | 2:0       | Start Kristiansand    |
|            | Frigg Oslo FK     | 0:0 n. V. | Brann Bergen          |
|            | FK Kvik Trondheim | 1:0       | Stavanger IF          |
|            | Larvik Turn       | 3:1 n. V. | Kvik Halden FK        |
|            | Moss FK           | 3:0       | FK Fremad Lillehammer |
|            | Odds BK           | 2:1       | FK Ørn                |
|            | Sarpsborg FK      | 1:2       | SBK Drafn             |

### Wiederholungsspiel
| Datum      |              | Ergebnis |               |
| ---------- | ------------ | -------- | ------------- |
| 16.09.1923 | Brann Bergen | 1:0      | Frigg Oslo FK |

## Viertelfinale
| Datum      |                   | Ergebnis |              |
| ---------- | ----------------- | -------- | ------------ |
| 23.09.1923 | SBK Drafn         | 4:1      | Fram Larvik  |
|            | FK Kvik Trondheim | 1:4      | Brann Bergen |
|            | SFK Lyn Oslo      | 1:0      | Larvik Turn  |
|            | Odds BK           | 3:0      | Moss FK      |

## Halbfinale
| Datum      |              | Ergebnis |           |
| ---------- | ------------ | -------- | --------- |
| 07.10.1923 | Brann Bergen | 3:0      | SBK Drafn |
|            | SFK Lyn Oslo | 1:0      | Odds BK   |

## Finale
| Brann Bergen                               | Brann Bergen | SFK Lyn Oslo | SFK Lyn Oslo |
| ------------------------------------------ | --- | --- | ------------ |
| Brann Bergen                               | \| Finale \| \| 14. Oktober 1923 in Skien (Odds Gressbane) \| \| Ergebnis: 2:1 (1:1) \| \| Zuschauer: 8.000 \| \| Schiedsrichter: Karl August Andersen \| \| Spielbericht \| | \| Finale \| \| 14. Oktober 1923 in Skien (Odds Gressbane) \| \| Ergebnis: 2:1 (1:1) \| \| Zuschauer: 8.000 \| \| Schiedsrichter: Karl August Andersen \| \| Spielbericht \|                         | SFK Lyn Oslo |
| Brann Bergen                               | Hugo Hofstad – John Johnsen, Bjørn Berstad – Laurentius Eide, Alexander N. Olsen, Johan R. Juuhl – Folke Kirkemo, Caspar Trumpy, Bjarne Johnsen, Finn Berstad, Herbert Lunde | Asbjørn Aamodt – Johan Gaarder, Per Skou – Nils Berntsen, Sverre Eika, Gunnar Andersen – Rolf Aas (44. Eugen Fusdahl), Jean-Louis Bretteville, Ragnvald Tørmer, Egil Gram Tennefoss, Øystein Gisholt | SFK Lyn Oslo |
| Brann Bergen                               | 1:0 Bjarne Johnsen (32.) 2:1 Bjarne Johnsen (53.) | 1:1 Rolf Aas (41.) | SFK Lyn Oslo |
| Finale                                     | | |              |
| 14. Oktober 1923 in Skien (Odds Gressbane) | | |              |
| Ergebnis: 2:1 (1:1)                        | | |              |
| Zuschauer: 8.000                           | | |              |
| Schiedsrichter: Karl August Andersen       | | |              |
| Spielbericht                               | | |              |